# کشتار مسیحیان حلب ۱۸۵۰ (میلادی)
کشتار مسیحیان حلب ۱۸۵۰ (عربی: قومة حلب) کشتاری است که به توسط مسلمانان علیه مسیحیان شهر حلب صورت گرفت. ده‌ها نفر مستقیماً توسط خود مسلمانان کشته شدند. از جمله مسیحیان سرشناس کشته شده می‌توان به ایگناطیوس پطرس ۷ام جزوه، پاتریارک کلیسای سریان کاتولیک اشاره کرد.